# Cvilin (Podgorica)
Pour les articles homonymes, voir Cvilin.
Cvilin (en serbe cyrillique : Цвилин) est un village de l'est du Monténégro, dans la municipalité de Podgorica.

## Démographie

### Évolution historique de la population
| 1948 | 1953 | 1961 | 1971 | 1981 | 1991 | 2003 |
| ---- | ---- | ---- | ---- | ---- | ---- | ---- |
| 80   | 64   | 46   | 36   | 9    | 8    | 7    |